# Telefon Bay
Die Telefon Bay (in Chile Bahía Teléfono) ist eine kleine Bucht an der nordwestlichen Seite des Port Foster auf Deception Island in den Südlichen Shetlandinseln.
Der Name Baie du Telefon taucht erstmals auf Karten auf, die 1909 bei der Fünften Französischen Antarktisexpedition (1908–1910) unter der Leitung Jean-Baptiste Charcots entstanden. Namensgeber der Bucht ist die SS Telefon, ein im Jahr 1900 erbauter Lastendampfer unter norwegischer Flagge, der 1908 auf ein Riff vor King George Island lief.